# Campeonato Asiático de Hóquei em Patins de 2016
O Campeonato Asiático de Hóquei em Patins é uma competição de Hóquei em Patins com a participação das selecções do continente Asiático, que acontece de dois em dois anos. Esta competição é organizada pela CARS, Federação Asiática de Patinagem.
A 14º edição do Campeonato Asiático de hóquei em patins disputou-se entre 24 e 28 de outubro em Li Shui, na China, com quatro equipas de seniores masculinos. A competição decoreu no sistema de todos contra todos a duas voltas.

## Países Participantes
Taipé Chinesa
 Índia
 Macau
 Japão

## Fase Final
| Time   | J | V | E | D | GP | GC | SG  | Pts |
| ------ | - | - | - | - | -- | -- | --- | --- |
| Macau  | 6 | 4 | 1 | 1 | 42 | 31 | +11 | 13  |
| Índia  | 6 | 2 | 1 | 3 | 32 | 33 | −1  | 7   |
| Japão  | 6 | 2 | 1 | 3 | 29 | 31 | −2  | 7   |
| Taiwan | 6 | 2 | 1 | 3 | 40 | 48 | −8  | 7   |

|        | MAC | IND | TPE  | JPN  |
| ------ | --- | --- | ---- | ---- |
| Macau  | –   | 8–4 | 8*–8 | 6–5  |
| Índia  | 5-4 | –   | 12–9 | 3*–3 |
| Taiwan | 4-9 | 6-5 | –    | 9–6  |
| Japão  | 5-6 | 3-2 | 7-4  | –    |

## Melhores Marcadores
| Pos | Nome           | Pais   | Golos |
| --- | -------------- | ------ | ----- |
| 1º  | Helder Ricardo | Macau  | 23    |
| 2º  | Wang Ming Yuan | Taiwan | 15    |
| 3º  | Aakash Sehgal  | Índia  | 12    |

## Ligações Externas
- ROLLER HOCKEY
- pontofinalmacau